# 슈퍼플립

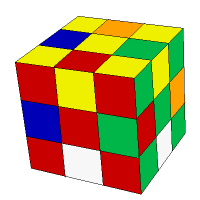
슈퍼플립의 컴퓨터 그래픽

슈퍼플립, 또는 12-플립은 모든 움직일 수 있는 작은 큐브 조각 (또는 "cubies") 20개가 올바른 위치에 있고 귀퉁이 조각 여덟 개의 방향이 올바르지만, 모서리 조각 열두 개가 방향이 올바르지 않은 ("뒤집힌") 루빅스 큐브의 조합이다. 이것은 완성된 큐브와 슈퍼플립 위치로 바꿀 때 일반적인 절반-회전 측도(HTM, 면을 180° 돌리는 것을 한 번으로 보는 것)에서 20번 이동이 필요하고, (다른 위치도 20번 이동이 필요할 수 있지만) 어떤 위치도 그보다 더 필요할 수 없다.
더 제한적인 사분-회전 측도(QTM)에서, 면을 90° 돌리는 것만 혀용되기 때문에, 180° 회전은 두 번 "이동"으로 본다. 이 경우에, 슈퍼플립은 24번 이동이 필요하고, 이것은 완성된 상태에서 최대 거리가 아니다. 대신에, 슈퍼플립이 네 면이 반대 쪽 면의 중앙 조각과 바뀐 "네-점" 위치와 결합된 조합은 QTM에서 유일하게 26번 이동이 필요한 유일한 조합이다.

## 해법
이것은 (완성된 루빅스 큐브에서 시작해서) 슈퍼플립을 만들 수 있는 싱마스터 표기법으로 쓰여진 수열이다. 이것은 절반-회전 측도에서 20번 이동으로 최소 이동이지만, 사분-회전으로는 28번 이동이 필요하다:
U R2 F B R B2 R U2 L B2 R U' D' R2 F R' L B2 U2 F2
사분-회전이 24개가 필요한 (절반 회전으로는 22개가 필요한) 솔루션은 다음과 같다:
R' U2 B L' F U' B D F U D' L D2 F' R B' D F' U' B' U D'

## 같이 보기
- 신의 알고리즘
- 루빅스 큐브
- 스피드큐빙